# Eulaema meriana
Eulaema meriana là một loài Hymenoptera trong họ Apidae. Loài này được Olivier mô tả khoa học năm 1789.